# Italie-Samoa en rugby à XV
Cet article présente l'historique des confrontations entre l'équipe d'Italie et l'équipe des Samoa en rugby à XV. Les deux équipes se sont affrontées à 9 reprises, dont une fois en Coupe du monde. Les Samoans ont remporté 6 rencontres contre trois pour les Italiens.

## Historique
Les Samoa ont gagné les trois premières rencontres et l'Italie obtient sa première victoire lors du test match de la tournée de novembre 2009 des Samoa.

## Les confrontations
| No | Date             | Lieu                                                | Match                       | Score   | Compétition              |
| -- | ---------------- | --------------------------------------------------- | --------------------------- | ------- | ------------------------ |
| 1  | 27 mai 1995      | Basil Kenyon Stadium, East London, Afrique du Sud   | Italie – Samoa occidentales | 18 – 42 | Coupe du monde (poule B) |
| 2  | 8 juillet 2000   | Apia Park, Apia, Samoa                              | Samoa – Italie              | 43 – 24 | Test match               |
| 3  | 24 novembre 2001 | Stade Tommaso-Fattori, L'Aquila, Italie             | Italie – Samoa              | 9 – 17  | Test match               |
| 4  | 28 novembre 2009 | Stade Cino-et-Lillo-Del-Duca, Ascoli Piceno, Italie | Italie – Samoa              | 24 – 6  | Test match               |
| 5  | 15 juin 2013     | Stade Mbombela, Nelspruit, Afrique du Sud           | Samoa – Italie              | 39 – 10 | Test match               |
| 6  | 14 juin 2014     | Apia Park, Apia Samoa                               | Samoa – Italie              | 15 – 0  | Test match               |
| 7  | 8 novembre 2014  | Stade Cino-et-Lillo-Del-Duca, Ascoli Piceno, Italie | Italie – Samoa              | 24 – 13 | Test match               |
| 8  | 5 novembre 2022  | Stade Plebiscito, Padoue, Italie                    | Italie – Samoa              | 49 – 17 | Test match               |
| 9  | 5 juillet 2024   | Apia Park, Apia Samoa                               | Samoa – Italie              | 33 – 25 | Test match               |